# Wizyta Richarda Nixona w Chinach
W 1972 roku prezydent USA Richard Nixon odwiedził Chiny, co było ważnym krokiem w normalizacji stosunków USA z tym krajem. W tamtym czasie Chiny były uważane za jednego z największych wrogów USA, a przed Nixonem żaden prezydent USA nie odwiedził komunistycznych Chin. Wizyta stała się metaforą na nieoczekiwane postępowanie polityka.

## Wizyta
W lipcu 1971 doradca ds. bezpieczeństwa narodowego Richarda Nixona, Henry Kissinger, potajemnie odwiedził Pekin podczas wycieczki do Pakistanu. Od powstania ChRL w 1949 oba państwa nie utrzymywały stosunków dyplomatycznych. Nixon wylądował w Pekinie 21 lutego 1972. Wkrótce po przylocie spotkał się z Mao Zedongiem, który, o czym Amerykanie nie wiedzieli, zachorował dziewięć dni wcześniej. Sekretarz stanu William P. Rogers nie brał udziału w tym spotkaniu, a jedynym człowiekiem, który towarzyszył Nixonowi, był pracownik Rady Bezpieczeństwa Narodowego Stanów Zjednoczonych (później amerykański ambasador w Chinach), Winston Lord, który jednak nie pojawił się na żadnej oficjalnej fotografii z tamtego spotkania.

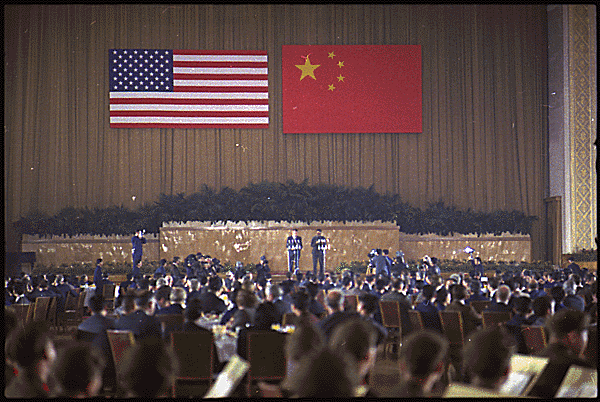
Nixon oraz Zhou Enlai na bankiecie

Poprawa stosunków z ZSRR i Chinami jest często przytaczana jako największy sukces dyplomatyczny za kadencji Nixona. Po II wojnie światowej Amerykanie zauważyli, że stosunki pomiędzy USA i ZSRR pogarszają się. Wielu Amerykanów było zaskoczonych postępowaniem komunistów (np. rozwiązywaniem związków zawodowych). Nixon był znany jako gorliwy antykomunista, ale mimo to w 1972 jako pierwszy prezydent USA odwiedził Chiny.
W dniach 21-28 lutego 1972 Nixon odwiedził Pekin, Hangzhou i Szanghaj. Nixon wielokrotnie spotykał się w tym czasie z premierem Chin, Zhou Enlai, zwiedzili oni wspólnie na przykład Wielki Mur Chiński, Hangzhou i Szanghaj. Na koniec podróży rządy Chin i USA wydały komunikat szanghajski, który zawierał między innymi oświadczenie widoków na politykę zagraniczną. Kissinger oświadczył także, że Amerykanie wycofają wszystkie swoje wojska z Tajwanu. W komunikacie oba kraje zobowiązały się do normalizacji stosunków. USA wyraziło pogląd, że wszyscy Chińczycy po obu stronach Cieśniny Tajwańskiej utrzymują, że są tylko jedne Chiny.
Wizyta zaowocowała ustanowieniem w stolicach obu krajów „misji łącznikowych”, nawiązanie pełnych stosunków dyplomatycznych utrudniała kwestia Tajwanu. Oficjalnie Stany Zjednoczone zlikwidowały placówkę dyplomatyczną w Tajpej i nawiązały pełne stosunki dyplomatyczne z Chińską Republiką Ludową dopiero z dniem 1 stycznia 1979, za kadencji prezydenta Cartera.
Max Frankel z The New York Times otrzymał za reportaż z wizyty Nixona w Chinach Nagrodę Pulitzera. John Adams w 1987 skomponował operę Nixon in China, która była oparta na wydarzeniach z wizyty.